# Coppa dell'AFC 2021
La Coppa dell'AFC 2021 è stata la 18ª edizione della seconda competizione calcistica per club dell'Asia. Il torneo è iniziato il 7 aprile e si è concluso il 6 novembre 2021 con la finale.

## Regolamento
| Posizione della federazione in base al coefficiente AFC per nazioni | Posizione della federazione in base al coefficiente AFC per nazioni | Numero di squadre partecipanti |
| Ovest/Est Region                                                    | Ovest/Est Region                                                    | Numero di squadre partecipanti |
| ------------------------------------------------------------------- | ------------------------------------------------------------------- | ------------------------------ |
| 6                                                                   | 6                                                                   | 1                              |
| Ovest/ASEAN Zone                                                    |                                                                     |                                |
| 1-3                                                                 | 1-3                                                                 | 2                              |
| 4-6                                                                 | 4-6                                                                 | 1+1                            |
| 7-                                                                  | 7-                                                                  | 0+1                            |
| Est/Centrale/Meridionale Zone                                       |                                                                     |                                |
| 1-3                                                                 | 1-3                                                                 | 1+1                            |
| 4-                                                                  | 4-                                                                  | 0+1                            |

| Valutazione per la Coppa dell'AFC 2021 | Valutazione per la Coppa dell'AFC 2021 |
| -------------------------------------- | -------------------------------------- |
|                                        | Rispetta i criteri                     |
|                                        | Non rispetta i criteri                 |

| Posizione | Posizione | Associazione | Punti  | Slot          | Slot     | Slot            | Slot            |
| Posizione | Posizione | Associazione | Punti  | Fase a Girone | Play-off | Play-off        | Play-off        |
| Regione   | AFC       | Associazione | Punti  | Fase a Girone | Play-off | Turno Prelim. 2 | Turno Prelim. 1 |
| --------- | --------- | ------------ | ------ | ------------- | -------- | --------------- | --------------- |
| 1         | 12        | Giordania    | 33.852 | 2             | 0        | 0               | 0               |
| 2         | 21        | Libano       | 24.746 | 2             | 0        | 0               | 0               |
| 3         | 22        | Siria        | 22.505 | 2             | 0        | 0               | 0               |
| 4         | 24        | Bahrein      | 17.749 | 2             | 0        | 0               | 0               |
| 5         | 29        | Oman         | 8.531  | 0             | 0        | 0               | 0               |
| 6         | 30        | Palestina    | 7.297  | 2             | 0        | 0               | 0               |
| 7         | 34        | Kuwait       | 4.711  | 1             | 0        | 0               | 0               |
| 8         | 42        | Yemen        | 0.000  | 0             | 0        | 0               | 0               |
| Totale    | Totale    | Totale       | Totale | 11            | 0        | 0               | 0               |
| Totale    | Totale    | Totale       | Totale | 11            | 0        |                 |                 |
| Totale    | Totale    | Totale       | Totale | 11            |          |                 |                 |

| Posizione | Posizione | Associazione | Punti  | Slot          | Slot     | Slot            | Slot            |
| Posizione | Posizione | Associazione | Punti  | Fase a Girone | Play-off | Play-off        | Play-off        |
| Regione   | AFC       | Associazione | Punti  | Fase a Girone | Play-off | Turno Prelim. 2 | Turno Prelim. 1 |
| --------- | --------- | ------------ | ------ | ------------- | -------- | --------------- | --------------- |
| 1         | 13        | Filippine    | 32.130 | 0             | 0        | 0               | 0               |
| 2         | 16        | Vietnam      | 28.571 | 0             | 0        | 0               | 0               |
| 3         | 18        | Malaysia     | 26.960 | 0             | 0        | 0               | 0               |
| 4         | 19        | Singapore    | 26.607 | 0             | 0        | 0               | 0               |
| 5         | 27        | Myanmar      | 12.756 | 0             | 0        | 0               | 0               |
| 6         | 28        | Indonesia    | 12.550 | 0             | 0        | 0               | 0               |
| 7         | 31        | Cambogia     | 6.770  | 0             | 0        | 0               | 0               |
| 8         | 35        | Laos         | 2.241  | 0             | 0        | 0               | 0               |
| 9         | 42        | Brunei       | 0.000  | 0             | 0        | 0               | 0               |
| 9         | 42        | Timor Est    | 0.000  | 0             | 0        | 0               | 0               |
| Totale    | Totale    | Totale       | Totale | 0             | 0        | 0               | 0               |
| Totale    | Totale    | Totale       | Totale | 0             | 0        |                 |                 |
| Totale    | Totale    | Totale       | Totale | 0             |          |                 |                 |

| Posizione | Posizione | Associazione | Punti  | Slot          | Slot     | Slot            | Slot            |
| Posizione | Posizione | Associazione | Punti  | Fase a Girone | Play-off | Play-off        | Play-off        |
| Regione   | AFC       | Associazione | Punti  | Fase a Girone | Play-off | Turno Prelim. 2 | Turno Prelim. 1 |
| --------- | --------- | ------------ | ------ | ------------- | -------- | --------------- | --------------- |
| 1         | 10        | Uzbekistan   | 45.562 | 1             | 0        | 0               | 0               |
| 2         | 17        | Tagikistan   | 28.361 | 2             | 0        | 0               | 0               |
| 3         | 20        | Turkmenistan | 26.532 | 2             | 0        | 0               | 0               |
| 4         | 33        | Kirghizistan | 5.466  | 2             | 0        | 0               | 0               |
| 5         | 41        | Afghanistan  | 0.206  | 0             | 0        | 0               | 0               |
| Total     | Total     | Total        | Total  | 7             | 0        | 0               | 0               |
| Total     | Total     | Total        | Total  | 7             | 0        |                 |                 |
| Total     | Total     | Total        | Total  | 7             |          |                 |                 |

| Posizione | Posizione | Associazione                  | Punti  | Slot          | Slot     | Slot            | Slot            |
| Posizione | Posizione | Associazione                  | Punti  | Fase a Girone | Play-off | Play-off        | Play-off        |
| Regione   | AFC       | Associazione                  | Punti  | Fase a Girone | Play-off | Turno Prelim. 2 | Turno Prelim. 1 |
| --------- | --------- | ----------------------------- | ------ | ------------- | -------- | --------------- | --------------- |
| 1         | 14        | Corea del Nord                | 30.100 | 0             | 0        | 0               | 0               |
| 2         | 23        | Hong Kong                     | 19.945 | 2             | 0        | 0               | 0               |
| 3         | 32        | Macao                         | 5.489  | 0             | 0        | 0               | 0               |
| 4         | 39        | Taipei Cinese                 | 0.457  | 1             | 0        | 0               | 0               |
| 5         | 40        | Mongolia                      | 0.274  | 1             | 0        | 0               | 0               |
| 6         | 42        | Guam                          | 0.000  | 0             | 0        | 0               | 0               |
| 6         | 42        | Isole Marianne Settentrionali | 0.000  | 0             | 0        | 0               | 0               |
| Total     | Total     | Total                         | Total  | 4             | 0        | 0               | 0               |
| Total     | Total     | Total                         | Total  | 4             | 0        |                 |                 |
| Total     | Total     | Total                         | Total  | 4             |          |                 |                 |

| Posizione | Posizione | Associazione | Punti  | Slot          | Slot     | Slot            | Slot            |
| Posizione | Posizione | Associazione | Punti  | Fase a Girone | Play-off | Play-off        | Play-off        |
| Regione   | AFC       | Associazione | Punti  | Fase a Girone | Play-off | Turno Prelim. 2 | Turno Prelim. 1 |
| --------- | --------- | ------------ | ------ | ------------- | -------- | --------------- | --------------- |
| 1         | 15        | India        | 29.576 | 1             | 0        | 1               | 0               |
| 2         | 25        | Bangladesh   | 14.683 | 1             | 0        | 0               | 0               |
| 3         | 26        | Maldive      | 13.632 | 1             | 0        | 0               | 1               |
| 4         | 36        | Nepal        | 0.915  | 0             | 0        | 0               | 1               |
| 5         | 37        | Sri Lanka    | 0.618  | 0             | 0        | 0               | 1               |
| 6         | 38        | Bhutan       | 0.549  | 0             | 0        | 0               | 1               |
| 7         | 42        | Pakistan     | 0.000  | 0             | 0        | 0               | 0               |
| Total     | Total     | Total        | Total  | 3             | 0        | 1               | 4               |
| Total     | Total     | Total        | Total  | 3             | 5        |                 |                 |
| Total     | Total     | Total        | Total  | 8             |          |                 |                 |

## Calendario
| Fase                         | Turno                | Data sorteggio   | Data |
| ---------------------------- | -------------------- | ---------------- | --- |
| Fase preliminare             | Primo Turno          | Nessun sorteggio | 7 aprile 2021 (S)                                                                                        |
| Fase preliminare             | Secondo turno        | Nessun sorteggio | 14 aprile 2021 (S) – n.d. (A)                                                                            |
| Fase preliminare             | Play-off             | Nessun sorteggio | 15 agosto 2021 (S) – n.d. (W, A)                                                                         |
| Fase a gironi                | Prima giornata       | 27 gennaio       | 14–20 maggio 2021 (C) – 21–27 maggio 2021 (W) – 23–29 giugno 2021 (E) – 18–24 agosto 2021 (S) – n.d. (A) |
| Fase a gironi                | Seconda giornata     | 27 gennaio       | 14–20 maggio 2021 (C) – 21–27 maggio 2021 (W) – 23–29 giugno 2021 (E) – 18–24 agosto 2021 (S) – n.d. (A) |
| Fase a gironi                | Terza giornata       | 27 gennaio       | 14–20 maggio 2021 (C) – 21–27 maggio 2021 (W) – 23–29 giugno 2021 (E) – 18–24 agosto 2021 (S) – n.d. (A) |
| Fase ad eliminazione diretta | Semifinale zonale    | 27 gennaio       | 20–21 settembre 2021 (W) – n.d. (A)                                                                      |
| Fase ad eliminazione diretta | Finale zonale        | 4 agosto 2021    | 25 agosto 2021 (C) – 20 ottobre 2021 (W) – n.d. (A)                                                      |
| Fase ad eliminazione diretta | Semifinali interzona | 4 agosto 2021    | 22 settembre 2021                                                                                        |
| Fase ad eliminazione diretta | Finale interzona     | 4 agosto 2021    | 20 ottobre 2021                                                                                          |
| Fase ad eliminazione diretta | Finale               | 4 agosto 2021    | 5 novembre 2021                                                                                          |

## Play-off

### 1º turno preliminare
| Squadra 1        | Risultato | Squadra 2        |
| ---------------- | --------- | ---------------- |
| Asia Meridionale |           |                  |
| Nepal Army Club  | 5 - 1     | Sri Lanka Police |
| Eagles           | 2 - 0     | Thimphu City     |

### 2º turno preliminare
| Squadra 1             | Risultato | Squadra 2       |
| --------------------- | --------- | --------------- |
| Asia Meridionale      |           |                 |
| Bengaluru             | 5 - 0     | Nepal Army Club |
| Abahani Limited Dhaka | n.d.      | Eagles          |

| Squadra 1  | Risultato | Squadra 2      |
| ---------- | --------- | -------------- |
| ASEAN      |           |                |
| Lao Toyota | n.d.      | Kasuka         |
| Visakha    | n.d.      | Lalenok United |

### Turno play-off
| Squadra 1          | Risultato | Squadra 2         |
| ------------------ | --------- | ----------------- |
| Asia Occidentale   |           |                   |
| Shabab Al-Am'ari   | n.d.      | Al-Kuwait         |
| Asia Meridionale   |           |                   |
| Bengaluru          | 1 - 0     | Eagles            |
| ASEAN              |           |                   |
| Persipura Jayapura | n.d.      | Vincitore 2 turno |
| Hanthawady United  | n.d.      | Vincitore 2 turno |

## Fase a gironi

### Girone A (Asia Occidentale)
| Squadra  | P.ti    | G | V | P | S | GF | GS | DG |
| -------- | ------- | - | - | - | - | -- | -- | -- |
| Al-Ahed  | 4       | 2 | 1 | 1 | 0 | 2  | 1  | +1 |
| Al-Wahda | 2       | 2 | 0 | 2 | 0 | 1  | 1  | 0  |
| Al-Hidd  | 1       | 2 | 0 | 1 | 1 | 2  | 3  | -1 |
| Al-Nasr  | Esclusa |   |   |   |   |    |    |    |

Legenda:

      Ammessa alle semifinali zonali

      Ammessa alle semifinali zonali se miglior seconda

### Girone B (Asia Occidentale)
| Squadra       | P.ti | G | V | P | S | GF | GS | DG |
| ------------- | ---- | - | - | - | - | -- | -- | -- |
| Al Muharraq   | 6    | 3 | 2 | 0 | 1 | 6  | 4  | +2 |
| Al-Salt       | 6    | 3 | 2 | 0 | 1 | 7  | 2  | +5 |
| Al Ansar      | 3    | 3 | 1 | 0 | 2 | 4  | 5  | -1 |
| Markaz Balata | 3    | 3 | 1 | 0 | 2 | 3  | 9  | -6 |

Legenda:

      Ammessa alle semifinali zonali

      Ammessa alle semifinali zonali se miglior seconda

### Girone C (Asia Occidentale)
| Squadra          | P.ti | G | V | P | S | GF | GS | DG |
| ---------------- | ---- | - | - | - | - | -- | -- | -- |
| Al-Kuwait        | 7    | 3 | 2 | 1 | 0 | 8  | 4  | +4 |
| Al-Faisaly       | 6    | 3 | 2 | 0 | 1 | 3  | 1  | +2 |
| Tishrin          | 4    | 3 | 1 | 1 | 1 | 8  | 5  | +3 |
| Shabab Al-Am'ari | 0    | 3 | 0 | 0 | 3 | 2  | 11 | -9 |

Legenda:

      Ammessa alle semifinali zonali

      Ammessa alle semifinali zonali se miglior seconda

### Girone D (Asia Meridionale)
| Squadra           | P.ti | G | V | P | S | GF | GS | DG |
| ----------------- | ---- | - | - | - | - | -- | -- | -- |
| ATK Mohun Bagan   | 7    | 3 | 2 | 1 | 0 | 6  | 2  | +4 |
| Bashundhara Kings | 5    | 3 | 1 | 2 | 0 | 3  | 1  | +2 |
| Bengaluru         | 4    | 3 | 1 | 1 | 1 | 6  | 4  | +2 |
| Maziya            | 0    | 3 | 0 | 0 | 3 | 3  | 11 | -8 |

Legenda:

      Ammessa alle semifinali interzona

### Girone E (Asia Centrale)
| Squadra       | P.ti | G | V | P | S | GF | GS | DG |
| ------------- | ---- | - | - | - | - | -- | -- | -- |
| Ahal          | 6    | 2 | 2 | 0 | 0 | 5  | 1  | +4 |
| Dordoi        | 3    | 2 | 1 | 0 | 1 | 3  | 2  | +1 |
| Ravshan Kulob | 0    | 2 | 0 | 0 | 2 | 1  | 6  | -5 |

Legenda:

      Ammessa alle finali zonali

### Girone F (Asia Centrale)
| Squadra    | P.ti | G | V | P | S | GF | GS | DG |
| ---------- | ---- | - | - | - | - | -- | -- | -- |
| Nasaf      | 9    | 3 | 3 | 0 | 0 | 9  | 0  | +9 |
| Khujand    | 4    | 3 | 1 | 1 | 1 | 4  | 5  | -1 |
| Altyn Asyr | 4    | 3 | 1 | 1 | 1 | 7  | 8  | -1 |
| Alay       | 0    | 3 | 0 | 0 | 3 | 4  | 11 | -7 |

Legenda:

      Ammessa alle finali zonali

### Girone G (ASEAN)[4]
| Squadra     | P.ti    | G | V | P | S | GF | GS | DG |
| ----------- | ------- | - | - | - | - | -- | -- | -- |
| Hà Nội      | Esclusa |   |   |   |   |    |    |    |
| Bali United | Esclusa |   |   |   |   |    |    |    |
| Boeung Ket  | Esclusa |   |   |   |   |    |    |    |
|             | Esclusa |   |   |   |   |    |    |    |

Legenda:

      Ammessa alle semifinali zonali

      Ammessa alle semifinali zonali se miglior seconda

### Girone H (ASEAN)[4]
| Squadra            | P.ti    | G | V | P | S | GF | GS | DG |
| ------------------ | ------- | - | - | - | - | -- | -- | -- |
| Kedah Darul Aman   | Esclusa |   |   |   |   |    |    |    |
| Lion City Sailors  | Esclusa |   |   |   |   |    |    |    |
| Sài Gòn            | Esclusa |   |   |   |   |    |    |    |
| Persipura Jayapura | Esclusa |   |   |   |   |    |    |    |

Legenda:

      Ammessa alle semifinali zonali

      Ammessa alle semifinali zonali se miglior seconda

### Girone I (ASEAN)[4]
| Squadra               | P.ti    | G | V | P | S | GF | GS | DG |
| --------------------- | ------- | - | - | - | - | -- | -- | -- |
| Visakha               | Esclusa |   |   |   |   |    |    |    |
| Terengganu            | Esclusa |   |   |   |   |    |    |    |
| Geylang International | Esclusa |   |   |   |   |    |    |    |
| Lalenok United        | Esclusa |   |   |   |   |    |    |    |

Legenda:

      Ammessa alle semifinali zonali

      Ammessa alle semifinali zonali se miglior seconda

### Girone J (Asia Orientale)
| Squadra      | P.ti | G | V | P | S | GF | GS | DG |
| ------------ | ---- | - | - | - | - | -- | -- | -- |
| Lee Man      | 9    | 3 | 3 | 0 | 0 | 10 | 2  | +8 |
| Eastern      | 6    | 3 | 2 | 0 | 1 | 2  | 1  | +1 |
| Taiwan Steel | 3    | 3 | 1 | 0 | 2 | 4  | 5  | -1 |
| Athletic 220 | 0    | 3 | 0 | 0 | 3 | 1  | 9  | -8 |

Legenda:

      Ammessa alle semifinali interzona

### Raffronto tra le seconde classificate

#### Asia occidentale[17]
| Squadra    | Pt | G | V | N | P | GF | GS | DR | Gruppo |
| ---------- | -- | - | - | - | - | -- | -- | -- | ------ |
| Al-Salt    | 3  | 2 | 1 | 0 | 1 | 2  | 2  | 0  | B      |
| Al-Faisaly | 3  | 2 | 1 | 0 | 1 | 1  | 1  | 0  | C      |
| Al-Wahda   | 2  | 2 | 0 | 2 | 0 | 1  | 1  | 0  | A      |

## Fase a eliminazione diretta
|  | Quarti di finale | Quarti di finale | Quarti di finale |           |             | Semifinali  | Semifinali | Semifinali |  |  | Finale | Finale | Finale |  |
|  |                  |                  |                  |           |             |             |            |            |  |  |        |        |        |  |
|  | Al Muharraq      | Al Muharraq      | 3                |           |             |             |            |            |  |  |        |        |        |  |
|  | Al Muharraq      | Al Muharraq      | 3                |           |             |             |            |            |  |  |        |        |        |  |
|  | Al-Ahed          | Al-Ahed          | 0                |           |             |             |            |            |  |  |        |        |        |  |
|  | Al-Ahed          | Al-Ahed          | 0                |           | Al Muharraq | Al Muharraq | 2          |            |  |  |        |        |        |  |
|  |                  |                  |                  |           | Al Muharraq | Al Muharraq | 2          |            |  |  |        |        |        |  |
|  |                  |                  | Al-Kuwait        | Al-Kuwait | 0           |             |            |            |  |  |        |        |        |  |
|  | Al-Kuwait        | Al-Kuwait        | Al-Kuwait        | Al-Kuwait | 0           | 2           |            |            |  |  |        |        |        |  |
|  | Al-Kuwait        | Al-Kuwait        |                  |           |             |             |            |            |  |  |        |        |        |  |
|  | Al-Salt          | Al-Salt          | 0                |           |             |             |            |            |  |  |        |        |        |  |
|  | Al-Salt          | Al-Salt          | 0                |           | Al Muharraq | Al Muharraq | 3          |            |  |  |        |        |        |  |
|  |                  |                  |                  |           |             |             |            |            |  |  |        |        |        |  |
|  |                  |                  | Nasaf            | Nasaf     | 0           |             |            |            |  |  |        |        |        |  |
|  | Nasaf            | Nasaf            | Nasaf            | Nasaf     | 0           | 6           |            |            |  |  |        |        |        |  |
|  | Nasaf            | Nasaf            |                  |           |             |             |            |            |  |  |        |        |        |  |
|  | ATK Mohun Bagan  | ATK Mohun Bagan  | 0                |           |             |             |            |            |  |  |        |        |        |  |
|  | ATK Mohun Bagan  | ATK Mohun Bagan  | 0                |           | Nasaf (dts) | Nasaf (dts) | 3          |            |  |  |        |        |        |  |
|  |                  |                  |                  |           | Nasaf (dts) | Nasaf (dts) | 3          |            |  |  |        |        |        |  |
|  |                  |                  | Lee Man          | Lee Man   | 2           |             |            |            |  |  |        |        |        |  |
|  | Lee Man          |                  | Lee Man          | Lee Man   | 2           |             |            |            |  |  |        |        |        |  |
|  |                  |                  |                  |           |             |             |            |            |  |  |        |        |        |  |
|  | bye              |                  |                  |           |             |             |            |            |  |  |        |        |        |  |

### Semifinali zonali
| Asia Occidentale |       |         |
| Al Muharraq      | 3 - 0 | Al-Ahed |
| Al-Kuwait        | 2 - 0 | Al-Salt |

### Finali zonali
| Asia Occidentale |       |           |
| Al Muharraq      | 2 - 0 | Al-Kuwait |
| Asia Centrale    |       |           |
| Nasaf            | 3 - 2 | Ahal      |

### Semifinali Interzona
| Squadra 1 | Risultato | Squadra 2       |
| --------- | --------- | --------------- |
| Nasaf     | 6 - 0     | ATK Mohun Bagan |
| Lee Man   | bye       |                 |

### Finale Interzona
| Squadra 1 | Risultato   | Squadra 2 |
| --------- | ----------- | --------- |
| Nasaf     | 3 - 2 (dts) | Lee Man   |

### Finale
| Arbitro: | Ko Hyung-Jin |

|                                                  |           |  |
| Mahmoud Al-Mardi 2’ Husain Jameel 74’ Flávio 80’ | Marcatori |  |

| Al-Muharraq | Nasaf |

|                       |    |                            |     |     |  |
|                       |    |                            |     |     |  |
| GK                    | 21 | Sayed Jaffar (c)           |     |     |  |
| RB                    | 27 | Mohamed Al Banna           |     |     |  |
| CB                    | 5  | Amine Benadi               |     |     |  |
| CB                    | 3  | Waleed Al Hayam            | 77’ |     |  |
| LB                    | 99 | Rashed Al Hooti            |     |     |  |
| CM                    | 8  | Noor Al-Rawabdeh           |     |     |  |
| CM                    | 55 | Moses Jona                 |     | 88’ |  |
| RM                    | 7  | Mahmoud Al-Mardi           |     | 87’ |  |
| AM                    | 10 | Abdulwahab Al Malood       |     | 83’ |  |
| LM                    | 13 | Ahmed Sanad                |     | 71’ |  |
| CF                    | 14 | Flávio                     |     |     |  |
| A disposizione:       |    |                            |     |     |  |
| CM                    | 4  | Mohamed Ahmadi Abdulrahman |     | 83’ |  |
| CM                    | 29 | Abdulla Al-Hayki           |     | 87’ |  |
| CM                    | 23 | Hamza Al Juban             |     |     |  |
| FW                    | 15 | Hasan Ali Al Karani        |     |     |  |
| FW                    | 35 | Khalifa Al Koos            |     |     |  |
| CM                    | 6  | Abdulwahab Al Safi         |     | 88’ |  |
| CB                    | 2  | Husain Jameel              | 75’ | 71’ |  |
| FW                    | 18 | Ali Hasan Meftah           |     |     |  |
| GK                    | 24 | Omar Salem                 |     |     |  |
| CM                    | 25 | Ashraf Waheed              |     |     |  |
| Allenatore            |    |                            |     |     |  |
| Isa Sadoon Al Hamdani |    |                            |     |     |  |

|                 |    |                      |     |     |
|                 |    |                      |     |     |
| GK              | 1  | Umidjon Ergashev     |     |     |
| RB              | 8  | Dilshod Saitov       |     |     |
| CB              | 92 | Umar Eshmuradov (c)  |     |     |
| CB              | 5  | Golib Gaybullaev     | 33’ | 86’ |
| LB              | 34 | Sherzod Nasrulloev   |     |     |
| RM              | 20 | Sukhrob Nurulloev    |     | 73’ |
| CM              | 88 | Marko Stanojević     |     |     |
| CM              | 22 | Akmal Mozgovoy       |     | 79’ |
| LM              | 77 | Oybek Bozorov        |     |     |
| SS              | 10 | Bakhrom Abdurakhimov |     | 86’ |
| FW              | 19 | Husayin Norchayev    |     | 86’ |
| A disposizione: |    |                      |     |     |
| CM              | 55 | Shahzod Akramov      |     |     |
| CB              | 2  | Alibek Davronov      |     | 86’ |
| CB              | 71 | Jasur Jumaev         |     |     |
| FW              | 99 | Andrija Kaluđerović  |     | 73’ |
| CM              | 50 | Shohmalik Komilov    |     | 79’ |
| CB              | 15 | Jurabek Mannonov     |     | 86’ |
| CM              | 7  | Donier Narzullaev    |     | 86’ |
| CB              | 28 | Sardor Sadulloev     |     |     |
| GK              | 13 | Azamat Soyibov       |     |     |
| CB              | 70 | Abubakr Turdaliev    |     |     |
| Allenatore:     |    |                      |     |     |
| Ruziqul Berdiev |    |                      |     |     |

## Statistiche

### Classifica marcatori
| Gol | Rigori |  | Giocatore                  | Squadra          |
| --- | ------ |  | -------------------------- | ---------------- |
| 6   | 0      |  | Husain Norchayev           | Nasaf            |
| 4   | 0      |  | Gil                        | Lee Man          |
| 4   | 1      |  | Ahmed Akaïchi              | Al Kuwait        |
| 4   | 1      |  | Ronald Ngah                | Al Salt          |
| 4   | 2      |  | Altymyrat Annadurdyýew     | Altyn Asyr       |
| 3   | 0      |  | Elman Tagaýew              | Ahal             |
| 3   | 0      |  | Khaled Salem               | Merkaz           |
| 3   | 0      |  | Faisal Zaid                | Al Kuwait        |
| 3   | 1      |  | Hassan Maatouk             | Al-Faisaly       |
| 2   | 0      |  | Husniddin Aliqulov         | Nasaf            |
| 2   | 0      |  | Abay Bokoleev              | Dordoi Bishkek   |
| 2   | 0      |  | Dilshod Bozorov            | Khujand          |
| 2   | 0      |  | Ismaeel Abdullatif         | Al-Muharraq      |
| 2   | 0      |  | Thaer Krouma               | Tishreen         |
| 2   | 0      |  | Jui-chieh Chen             | Tainan Steel     |
| 2   | 0      |  | Liston Colaco              | ATK Mohun Bagan  |
| 2   | 0      |  | Bidyashagar Singh          | Bengaluru        |
| 2   | 0      |  | Mahmoud Al-Mardi           | Al-Muharraq      |
| 2   | 0      |  | Flávio                     | Al-Muharraq      |
| 2   | 1      |  | Shokhmalik Komilov         | Nasaf            |
| 2   | 1      |  | Mohammad Al-Marmour        | Tishreen         |
| 2   | 1      |  | Lee Hong Lim               | Lee Man          |
| 2   | 1      |  | José Ángel                 | Lee Man          |
| 1   | 0      |  | Sukhrob Nurulloev          | Nasaf            |
| 1   | 0      |  | Daler Shomurodov           | Ravshan          |
| 1   | 0      |  | Gurban Annayev             | Ahal             |
| 1   | 0      |  | Artyom Serdyuk             | Khujand          |
| 1   | 0      |  | Aidar Mambetaliev          | Alay Osh         |
| 1   | 0      |  | Ylyasov Wezirgeldi         | Altyn Asyr       |
| 1   | 0      |  | Mihail Titow               | Altyn Asyr       |
| 1   | 0      |  | Adilet Nurlan              | Alay Osh         |
| 1   | 0      |  | Akmal Mozgovoy             | Nasaf            |
| 1   | 0      |  | Sherzod Nasrullayev        | Nasaf            |
| 1   | 0      |  | joel kojo                  | Dordoi Bishkek   |
| 1   | 0      |  | Abdulmumin Zabirov         | Khujand          |
| 1   | 0      |  | Nadim Sabagh               | Tishreen         |
| 1   | 0      |  | Mohammad Malta             | Tishreen         |
| 1   | 0      |  | Mahmoud Kojok              | Al Ansar         |
| 1   | 0      |  | Ahmad Ersan                | Al-Faisaly       |
| 1   | 0      |  | Abdelhamid Abuhabib        | Al Amari         |
| 1   | 0      |  | Mohamed Fares Arnaout      | Al-Muharraq      |
| 1   | 0      |  | Mohamed Ahmadi Abdulrahman | Al-Muharraq      |
| 1   | 0      |  | Sami Al-Sanea              | Al Kuwait        |
| 1   | 0      |  | Mohammad Al-Dawud          | Al Salt          |
| 1   | 0      |  | Nasser Al-Shamrani         | Al-Hidd          |
| 1   | 0      |  | Yoousef Abu Jalboush       | Al-Faisaly       |
| 1   | 0      |  | Sanad Saleh                | Al-Muharraq      |
| 1   | 0      |  | Tiago Real                 | Al-Muharraq      |
| 1   | 0      |  | Mohammed Al Wakid          | Al Ahed          |
| 1   | 0      |  | Abdulla Yasser             | Al-Hidd          |
| 1   | 0      |  | Nour Mansour               | Al Ahed          |
| 1   | 0      |  | Ziad Abu Abed              | Al Salt          |
| 1   | 0      |  | Kamel Koaeh                | Tishreen         |
| 1   | 0      |  | Mohammed Maraaba           | Al Amari         |
| 1   | 0      |  | Ahmed Sariweh              | Al Salt          |
| 1   | 0      |  | Lee Ka Yiu                 | Eastern          |
| 1   | 0      |  | Jonathan Acosta            | Lee Man          |
| 1   | 0      |  | Kim Seung-yong             | Lee Man          |
| 1   | 0      |  | Benchy Estama              | Taiwan Steel     |
| 1   | 0      |  | Yūto Nakamura              | Lee Man          |
| 1   | 0      |  | Wong Chun Ho               | Lee Man          |
| 1   | 0      |  | Naranbold Nyam-Osor        | Athletic 220     |
| 1   | 0      |  | Roy Krishna                | ATK Mohun Bagan  |
| 1   | 0      |  | Subashish Bose             | ATK Mohun Bagan  |
| 1   | 0      |  | Robinho                    | Bashundara Kings |
| 1   | 0      |  | Aisam Ibrahim              | Maziya           |
| 1   | 0      |  | Manvir Singh               | ATK Mohun Bagan  |
| 1   | 0      |  | Fernandes                  | Bashundara Kings |
| 1   | 0      |  | David Joel Williams        | ATK Mohun Bagan  |
| 1   | 0      |  | Udanta Singh               | Bengaluru        |
| 1   | 0      |  | Cleiton Silva              | Bengaluru        |
| 1   | 0      |  | Leon Augustine             | Bengaluru        |
| 1   | 0      |  | Hamza Mohamed              | Maziya           |
| 1   | 0      |  | Sivasakthi N               | Bengaluru        |
| 1   | 0      |  | Ahmad Abdullah             | Maziya           |
| 1   | 0      |  | Jona Moses                 | Al-Muharraq      |
| 1   | 0      |  | Ahmed Al Sherooqi          | Al-Muharraq      |
| 1   | 0      |  | Ahmed Al Hayki             | Al-Muharraq      |
| 1   | 0      |  | Dieumerci Mbokani          | Al Kuwait        |
| 1   | 0      |  | Oybek Bozorov              | Nasaf            |
| 1   | 0      |  | Donier Narzullaev          | Nasaf            |
| 1   | 0      |  | Andrija Kaluđerović        | Nasaf            |
| 1   | 0      |  | Husain Jameel              | Al-Muharraq      |
| 1   | 1      |  | Yousef Naser Al-Sulaiman   | Al Kuwait        |
| 1   | 1      |  | Osama Omari                | Al Wahda         |
| 1   | 1      |  | Basil Mustafa              | Tishreen         |
| 1   | 1      |  | Jared Lum                  | Eastern          |